# Domenico Paolella
Domenico Paolella (* 15. Oktober 1915 in Foggia; † 7. Oktober 2002 in Rom) war ein italienischer Drehbuchautor und Filmregisseur. In einigen seiner Filme verwendete er die Pseudonyme Paolo Dominici und Paul Fleming.

## Leben
Paolella hatte bereits als Student Interesse am Filmgeschäft, nahm 1935 bis 1937 an den Littoriali-Kursen teil und drehte zwei Experimentalfilme. Nach einer kurzen Zeit als Filmkritiker mit Beiträgen für diverse Zeitungen und Zeitschriften verpflichtete ihn Carmine Gallone als Assistenten bei Scipio l’Africano. Im Anschluss daran drehte Paolella zahlreiche Dokumentar- und Kurzfilme. Auch ein Buch über Experimentelles Kino erschien. Nach dem Sturz Mussolinis war er für eine der ersten Dokumentationen über den Widerstand verantwortlich. Während des Krieges war er als Korrespondent an der sowjetischen Front tätig; von 1946 bis 1951 war er Herausgeber der ersten 500 Ausgaben der von ihm selbst gegründeten Wochenzeitschrift Incom.
1952 drehte er den Dokumentarfilm America, der in den USA von Orson Welles erzählt wurde, und sammelte Fernseherfahrung mit zwei Kriminalfilmen. Sein La tragedia dell’Etna gewann den Preis für den besten Dokumentarfilm in Cannes. Nach seiner Rückkehr in sein Heimatland Italien spezialisierte er sich auf Genrefilme, die jeweils ihre Blütephase hatten; so finden sich Filmkomödien, Schlagerfilme, Piratenfilme, Sandalenfilme, Italowestern und Nunsploitation in seinem Œuvre. Nachdem er seinen letzten Film 1979 drehte, arbeitete er zwischen 1992 und 1994 überraschend wieder an mehreren Drehbüchern mit.

## Filmografie als Regisseur
- 1940: Gli ultimi della strada
- 1952: Canzoni di mezzo secolo
- 1952: Un ladro in paradiso
- 1953: Canzoni, canzoni, canzoni
- 1954: Gran varietà
- 1954: Rosso e nero
- 1955: Canzoni di tutta Italia
- 1955: Destinazione Piovarolo
- 1955: Der Lebensretter (Il coraggio)
- 1956: Non sono più Guaglione
- 1956: San Remo canta
- 1959: Destinazione Sanremo
- 1960: Küste der Piraten (I pirati della costa)
- 1960: Madri pericolose
- 1960: I teddy boys della canzone
- 1961: Die Abenteuer der Totenkopf-Piraten (Il terrore dei mari)
- 1961: Der schwarze Brigant (Il segreto dello sparviero nero)
- 1962: Canzoni di ieri, canzoni di oggi, canzoni di domani
- 1962: Frauen für die Teufelsinsel (Prigioniere dell’isola del diavolo)
- 1962: Kampf der Giganten (Ursus gladiatore ribelle)
- 1962: Maciste im Kampf mit dem Piratenkönig (Maciste contro lo sceicco)
- 1962: Rächer der Meere (Il giustiziere dei mari)
- 1963: Die Höllenhunde des Dschingis Khan (Maciste contro i Mongoli)
- 1963: Maskenball bei Scotland Yard
- 1964: Herkules gegen die Tyrannen von Babylon (Ercole contro i tiranni di Babilonia)
- 1964: Die Vernichtung des Dschingis Khan (Maciste nell’inferno di Gengis Khan)
- 1965: Agente S 03: Operazione Atlantide
- 1965: Golia alla conquista di Bagdad
- 1965: Die Rache des Spartacus (Il gladiatore che sfidò l’impero)
- 1967: Die gnadenlosen Zwei (Odio per odio)
- 1968: Django – Die Bibel ist kein Kartenspiel (Execution)
- 1968: Il sole è di tutti
- 1970: La ragazza del prete
- 1973: Die Nonne von Verona (Le monache di Sant’Arcangelo)
- 1973: Der Nonnenspiegel (Storia di una monaca di clausura)
- 1974: La preda
- 1977: Sonderkommando ins Jenseits (La polizia è sconfitta)
- 1979: Belle e brutti ridono tutti
- 1979: Gardenia il giustiziere della mala
- 1979: Tre sotto il lenzuolo (Episode „No, non è per gelosia“)